# Manuel Fumic
Manuel Fumic (Kirchheim unter Teck, 30 de marzo de 1982) es un deportista alemán que compite en ciclismo de montaña en la disciplina de campo a través. Su hermano Lado compitió en el mismo deporte.
Ganó cinco medallas en el Campeonato Mundial de Ciclismo de Montaña entre los años 2010 y 2018, y tres medallas en el Campeonato Europeo de Ciclismo de Montaña, en los años 2015 y 2017.

## Medallero internacional
| Campeonato Mundial | Campeonato Mundial           | Campeonato Mundial | Campeonato Mundial         |
| Año                | Lugar                        | Medalla            | Competición                |
| ------------------ | ---------------------------- | ------------------ | -------------------------- |
| 2010               | Mont-Sainte-Anne (Canadá)    | Medalla de plata   | Campo a través por relevos |
| 2012               | Leogang/Saalfelden (Austria) | Medalla de bronce  | Campo a través por relevos |
| 2013               | Pietermaritzburg (Sudáfrica) | Medalla de plata   | Campo a través             |
| 2013               | Pietermaritzburg (Sudáfrica) | Medalla de bronce  | Campo a través por relevos |
| 2018               | Lenzerheide (Suiza)          | Medalla de plata   | Campo a través por relevos |
| Campeonato Europeo |                              |                    |                            |
| Año                | Lugar                        | Medalla            | Competición                |
| 2015               | Chies d'Alpago (Italia)      | Medalla de oro     | Campo a través por relevos |
| 2015               | Chies d'Alpago (Italia)      | Medalla de bronce  | Campo a través             |
| 2017               | Darfo Boario (Italia)        | Medalla de bronce  | Campo a través             |